# 러시아의 자유 군단
러시아의 자유 군단(Легион «Свобода России»; Легіон «Свобода Росії»; 약어 ЛСР(LSR)은 자유 러시아 군단 이라고도 불리며, 러시아 시민으로 구성된 우크라이나 기반 준군사 부대 로, 블라디미르 푸틴의 러시아 정권 과 우크라이나 침공에 반대한다. 2022년 3월에 결성되었으며 우크라이나 국제군단의 일부인 것으로 알려졌다. 이들은 러시아군 탈북자들 과 기타 러시아 자원 봉사자들로 구성되어 있으며, 이들 중 일부는 우크라이나로 이주했다. 이는 우크라이나를 대신하여 러시아-우크라이나 전쟁에 참전한 여러 부대 중 하나이다.